# Red Dirt Girl
 (mai 2023).
Si vous disposez d'ouvrages ou d'articles de référence ou si vous connaissez des sites web de qualité traitant du thème abordé ici, merci de compléter l'article en donnant les références utiles à sa vérifiabilité et en les liant à la section « Notes et références ».
Albums de Emmylou Harris
Western Wall: The Tucson Sessions Stumble into Grace
Red dirt girl est le dix-neuvième album studio de la chanteuse américaine Emmylou Harris. Il a été majoritairement écrit par la chanteuse, ce qui n'était arrivé que pour deux albums auparavant: Gliding bird (1970) et The ballad of Sally Rose (1985). Construit autour d'harmonies de guitares, il prend des allures plus rock et blues que les autres albums.

## Invités
L'album contient deux duos:
- Tragedy avec Patti Scialfa et la participation de Bruce Springsteen aux chœurs.
- My Antonia avec Dave Matthews.

Et une reprise:
- One big love de Patty Griffin.

La chanson Bang the Drum Slowly serait un hommage à son père que Guy Clark l'aurait aidé à écrire.

## Liste des titres
Tous les morceaux sont d'Emmylou Harris sauf précision:
1. The Pearl – 5:02
2. Michelangelo – 5:14
3. I Don't Wanna Talk About It Now – 4:47
4. Tragedy (Harris, Rodney Crowell) – 4:24
5. Red Dirt Girl – 4:19
6. My Baby Needs a Shepherd – 4:39
7. Bang the Drum Slowly (Harris, Guy Clark) – 4:51
8. J'ai Fait Tout (Harris, Jill Cunniff, Daryl Johnson) – 5:31
9. One Big Love (Patty Griffin, Angelo) – 4:33
10. Hour of Gold – 5:00
11. My Antonia – 3:43
12. Boy from Tupelo – 3:48